# NGC 4334
NGC 4334 ist eine spiralförmige Radiogalaxie vom Hubble-Typ SBab im Sternbild Jungfrau an der Ekliptik. Sie ist schätzungsweise 187 Millionen Lichtjahre von der Milchstraße entfernt und hat einen Durchmesser von etwa 120.000 Lichtjahren. Unter der Katalognummer VCC 638 gilt sie als Mitglied des Virgo-Galaxienhaufens.
Im selben Himmelsareal befinden sich u. a. die Galaxien NGC 4353, NGC 4365, NGC 4366, IC 3259.
Das Objekt wurde am 24. April 1830 von John Herschel entdeckt.